# Anostostomatidae
Anostostomatidae zijn een familie van rechtvleugelige insecten die behoren tot de onderorde Ensifera. De wetenschappelijke naam voor de familie werd voor het eerst voorgesteld door Henri Louis Frédéric de Saussure  in een publicatie uit 1859.
De soorten binnen deze familie komen in de (sub-)tropen voor.

## Taxonomie
De volgende taxa zijn bij de familie ingedeeld:
- Geslacht Aistus Brunner von Wattenwyl, 1888
- Geslacht Anisoura Ander, 1932
- Geslacht CoccinellomimaKarny, 1932
- Geslacht Hemiandrus Ander, 1938
  - = Zealandosandrus Salmon, 1950
- Geslacht Hypocophoides Karny, 1930
- Geslacht Hypocophus Brunner von Wattenwyl, 1888
  - = Onogyne Karny, 1932
- Geslacht Leponosandrus Gorochov, 2001
- Geslacht Transaevum Johns, 1997
- Geslacht Tryposoma Cadena-Castañeda & Hemp, 2024[1]
- Onderfamilie Anostostomatinae Saussure, 1859
  - = Anostostominae Saussure, 1859
  - = Henicinae Karny, 1928
  - = Mimnerminae Brunner von Wattenwyl, 1888
  - = Henicini Karny, 1928
  - = Mimnermini Brunner von Wattenwyl, 1888
  - Tribus Anabropsini Rentz & Weissman, 1973
    - = Anabropsinae Rentz & Weissman, 1973
    - Geslacht Anabropsis Rehn, 1901
    - Geslacht Exogryllacris Willemse, 1963
      - = Exogryallacris Johns & Hemp, 2015

    - Geslacht Melanabropsis Wang & Liu, 2020

  - Tribus Anostostomatini Saussure, 1859
    - Geslacht Anostostoma Gray, 1837
      - = Anastoma Burmeister, 1840
      - = Anastostoma Burmeister, 1840
      - = Anostoma Burmeister, 1840
      - = Anostootoma Tepper, 1892
      - = Australostoma Karny, 1932

    - Geslacht Bochus Péringuey, 1916
    - Geslacht Borborothis Brunner von Wattenwyl, 1888
      - = Borborothus Toms, 2001

    - Geslacht Henicus Gray, 1837
      - = Mimnermis Otte, 2000
      - = Mimnermus Stål, 1876

    - Geslacht Libanasidus Péringuey, 1916
      - = Libanasa Griffini, 1914
      - = Nasaliba Karny, 1937

    - Geslacht Motuweta Johns, 1997
    - Geslacht Nasidius Stål, 1876
      - = Dyscapna Brunner von Wattenwyl, 1888
      - = Faku Péringuey, 1916

    - Geslacht Onosandridus Péringuey, 1916
    - Geslacht Onosandrus Stål, 1876

  - Tribus Brachyporini Gorochov, 2001
    - Geslacht Brachyporus Brunner von Wattenwyl, 1888
    - Geslacht Penalva Walker, 1870

  - Tribus Cooloolini Rentz, 1980
    - = Cooloolidae Rentz, 1980
    - = Cooloolinae Rentz, 1980
    - Geslacht Cooloola Rentz, 1980

  - Tribus Cratomelini Brunner von Wattenwyl, 1888
    - = Cratomelinae Brunner von Wattenwyl, 1888
    - = Cratomeli Brunner von Wattenwyl, 1888
    - Geslacht Cratomelus Blanchard, 1851

  - Tribus Deinacridini Karny, 1932
    - = Deinacridinae Karny, 1932
    - Geslacht Deinacrida White, 1842
    - Geslacht Hemideina Walker, 1869

  - Tribus Glaphyrosomatini Rentz & Weissman, 1973
    - = Glaphyrosomatinae Rentz & Weissman, 1973
    - = Glaphyrosomini Rentz & Weissman, 1973
    - Geslacht Cnemotettix Caudell, 1916
    - Geslacht Glaphyrosoma Brunner von Wattenwyl, 1888

  - Tribus Leiomelini Gorochov, 2001
    - = Leiomelinae Gorochov, 2001
    - Geslacht Leiomelus Ander, 1936

  - Tribus Lutosini Gorochov, 1988
    - = Lutosinae Gorochov, 1988
    - Geslacht Carcinopsis Brunner von Wattenwyl, 1888
    - Geslacht Gryllotaurus Karny, 1929
    - Geslacht Libanasa Walker, 1869
    - Geslacht Papuaistus Griffini, 1911
    - Geslacht Spizaphilus Kirby, 1906
- Onderfamilie  † Euclydesinae Martins-Neto, 2007
  - Geslacht  † Euclydes Martins-Neto, 2007
- Onderfamilie Lezininae Karny, 1932
  - = Lezinidae Karny, 1932
  - Geslacht Gryllacropsis Brunner von Wattenwyl, 1888
  - Geslacht Lezina Walker, 1869
  - Geslacht Spinolezina Gorochov, 2021